# Jugoslavija na Poletnih olimpijskih igrah 1948
Federativno ljudsko republiko Jugoslavijo je na Poletnih olimpijskih igrah 1948 v Londonu zastopalo šestindevetdeset športnikov v sedmih športih. Osvojili so dve srebrni medalji, v nogometu in atletiki.

## Medalje
| Medalja | Tekmovalec | Šport    | Disciplina        |
| ------- | --- | -------- | ----------------- |
| 2       | Ivan Gubijan | Atletika | Moški met kladiva |
| 2       | Franjo Šoštarić Miroslav Brozović Branko Stanković Zlatko Čajkovski Aleksandar Atanacković Prvoslav Mihajlović Rajko Mitić Franjo Wölfl Stjepan Bobek Željko Čajkovski Ljubomir Lovrić Zvonimir Cimermančić Bernard Vukas Ivan Jazbinšek Ratko Kacijan Frane Matošić Bela Palfi Miodrag Jovanović Kosta Tomašević Josip Takač Božo Broketa Aleksandar Petrović | Nogomet  | Moški ekipno      |